# Istočnosudanski jezici
Istočnosudanski jezici, jedna od glavnih skupina nilsko-saharskih jezika raširenih po Sudanu, Ugandi, Demokratska Republika Kongo, Keniji, Tanzaniji, Etiopiji, Keniji i Čadu. Obuhvaća  (106) jezika; ranije (95) jezika;:
a) Istočni (26) Sudan, : 
a1. Istočni Jebel (4): aka, gaam, kelo, molo;
a2. Nara (1): nara;
a3. Nubijski (11): birked, dair, dilling, el hugeirat, ghulfan, kadaru, karko, kenuzi-dongola, midob, nobiin, wali;
a4. Surmi (10): didinga, kacipo-balesi, kwegu, majang, me'en, murle, mursi, narim, suri, tennet.
b) Kuliak (3): 
b1. Ik (1): ik;
b2. Ngangea-So (2): nyang'i, soo;
c) Nilotski (52; 63 po novijoj klasifikaciji):
c1. istočni (16) Sudan, Uganda, Kenija, Tanzanija, Etiopija: 
a. Bari (3): bari, kakwa, mandari;
b. Lotuxo-Teso (13): dongotono, karamojong, lango, lokoya, lopit, maasai, ngasa, nyangatom, otuho, samburu, teso, toposa, turkana.
c2. južni (16; prije 14) Tanzanija, Kenija, Uganda: 
a. Kalenjin (14; prije 12): aramanik, endo ili markweeta, kalenjin, kisankasa, kupsabiny, mediak, mosiro, okiek, pökoot, sabaot, sjeverni tugen, talai; novopriznati: terik [tec] i keiyo [eyo]
b. Tatoga (2): omotik, datooga.
c3. zapadni (31; prije 22) Sudan, Uganda, Demokratska Republika Kongo, Kenija: 
a. Dinka-Nuer (7): dinka (5 jezika: južni, jugoistočni, jugozapadni, sjeveroistočni, sjeverozapadni), nuer, reel;
b. Luo (24; prije 15): acholi, adhola, alur, anuak, belanda bor, burun, jumjum, kumam, lango, luo, luwo, mabaan, päri, shilluk, thuri. Broj sjevernih luo jezika, proširen je za još 9 jezika a klasificirani su podskupini maban, koja je ranije imala svefa dva predstavnika: jumjum [jum] (Sudan) i mabaan [mfz] (Sudan). Novopridodani jezici su karanga [kth] (Čad), kendeje [klf] (Čad); maba [mde] (Čad) i marfa [mvu] (Čad), koji čine podskupinu maba; 3 masalit jezika: masalit [mls] (Sudan), massalat [mdg] (Čad) i surbakhal [sbj] (Čad); 2 runga-kibet jezika: Kibet [kie] (Čad) i runga [rou] (Čad)
d) Zapadni (14) Čad, Sudan: 
d1. Daju (7): baygo, daju (3 jezika: nyala-lagowa, sila, dadjo), logorik, njalgulgule, shatt;
d2. Nyimang (2): afitti, ama;
d3. Tama (3): assangori, mararit, tama;
d4. Temein (2): temein, tese.